# Зимовий чемпіонат СРСР з метань 1989
Вперше за історію вітчизняної легкої атлетики медалі зимового чемпіонату були розіграні серед жінок у метанні молоту.

## Медалісти

### Чоловіки
| Дисципліна     | Золото                                    | Золото | Срібло                      | Срібло | Бронза                     | Бронза |
| -------------- | ----------------------------------------- | ------ | --------------------------- | ------ | -------------------------- | ------ |
| Метання диска  | Андрій Кузянін Москва                     | 63,22  | Юрій Думчев Москва          | 62,12  | Георгій Колноотченко РРФСР | 60,82  |
| Метання молота | Абдувалієв Андрій Хакімович Таджицька РСР | 81,00  | Сергій Алай Білоруська РСР  | 78,74  | Ігор Нікулін Ленінград     | 78,40  |
| Метання списа  | Віктор Зайцев Узбецька РСР                | 81,34  | Дмитро Палюнін Узбецька РСР | 80,90  | Олег Пахоль РРФСР          | 79,60  |

### Жінки
| Дисципліна     | Золото                           | Золото | Срібло                              | Срібло | Бронза                          | Бронза |
| -------------- | -------------------------------- | ------ | ----------------------------------- | ------ | ------------------------------- | ------ |
| Метання диска  | Ольга Давидова РРФСР             | 64,28  | Антоніна Патока Ленінград           | 61,06  | Ірина Хваль Москва              | 60,76  |
| Метання молота | Любов Васильєва Москва           | 57,78  | Алла Федорова Киргизька РСР         | 56,74  | Олена Пічугіна Москва           | 55,78  |
| Метання списа  | Наталія Шиколенко Білоруська РСР | 64,94  | Катерина Івакіна-Сляднєва Ленінград | 63,08  | Тереза Некрошайте Литовська РСР | 62,22  |

## Медальний залік
| Команда        |   |   |   | Загалом |
| -------------- | - | - | - | ------- |
| Москва         | 2 | 1 | 2 | 5       |
| Білоруська РСР | 1 | 1 | 0 | 2       |
| Узбецька РСР   | 1 | 1 | 0 | 2       |
| РРФСР          | 1 | 0 | 2 | 3       |
| Таджицька РСР  | 1 | 0 | 0 | 1       |
| Ленінград      | 0 | 2 | 1 | 3       |
| Киргизька РСР  | 0 | 1 | 0 | 1       |
| Литовська РСР  | 0 | 0 | 1 | 1       |

## Командний залік
Командний залік офіційно не визначався.